# Сальск (станция)
Сальск — узловая железнодорожная станция Ростовского региона Северо-Кавказской железной дороги, находящаяся в городе Сальске Ростовской области. С 23 ноября 1946 года  и до декабря 1996 года являлась центром Сальского отделения Северо-Кавказской железной дороги. Имеет статус участковой.
Расположена на двухпутной магистрали Волгоград — Тихорецкая, электрифицированной переменным током. От станции отходит неэлектрифицированная однопутная линия на Батайск.

## История
В 1894 году акционерному обществу Владикавказской железной дороги было предоставлено право построить линию от Царицына до станции Тихорецкая протяжением 500 вёрст и 458 саженей. Окончательный вариант проекта составлял 502 версты. Практическое воплощение проекта началось в апреле 1895 года. рабочее движение поездов от станции Тихорецкой до станции Великокняжеская открылось 1 ноября 1895 года, а правильное движение с 15 декабря 1896 года.  Полностью вся линия от Тихорецкой до Царицына для правильного движения поездов была открыта 1 июля 1899 года. Для обеспечения дозаправки первых паровозов водой и топливом между станциями в километре от села Воронцово-Николаевского была организована станция Торговая.

На станции Торговой находился один деревянный вокзал, в котором работал один кассир. В 1909 году на станции было организовано паровозное депо, которое было реконструировано в 1915 году.
После открытия в 1915 году железнодорожной линии Батайск — Торговая, протяженностью 177 км, станция Торговая стала узловой.
В 1929 году железнодорожная станция Торговая, находившаяся в городе Сальске, была переименована по названию города в станцию Сальск.
В 1936 году было создано Сальское отделение движения Сталинградской железной дороги в составе: станции Сальск и кондукторского резерва, дистанции сигнализации и связи, а также Сальское отделение паровозного хозяйства в составе паровозного депо, склада топлива, электростанции и вагоноремонтного участка.
В период с июля 1936 года по март 1942 года станция Сальск входила в состав Сталинградской железной дороги, а с марта 1942 года по сентябрь 1943 года станция Сальск и Сальское отделение находились структурно в составе железной дороги имени К.Е. Ворошилова (ныне Северо-Кавказской дороги). С сентября 1943 года по ноябрь 1946 года Сальское отделение и станция Сальск вновь вошли в состав Сталинградской железной дороги.
С ноября 1946 года Сальское отделение дороги и станция Сальск были переданы из Сталинградской в состав Северо-Кавказской железной дороги.
В годы Великой Отечественной войны вокзал станции Сальск был разрушен. Взамен него в 1950 году было построено двухэтажное здание нового вокзала.
С марта 1960 года на участках Тихорецкая — Котельниково и Сальск — Батайск началась эксплуатация тепловозов марки ТЭ3, заменивших паровозы. Тепловозы имели приписку локомотивного депо станции Сальск, куда прибыл первый тепловоз ТЭ3 №2400АБ.
В 1979 — 1982 годах на станции Сальск осуществлено строительство нового парка С, осуществлена замена рельсов на тяжёлый тип Р-65 .
С 1982 по 1983 годы пассажирский парк был оснащен пассажирскими тепловозами ТЭП60.
В период с 1984 по 1986 годы в локомотивном депо по участкам Сальского отделения дороги эксплуатировались грузовые тепловозы 2М62, которые позже были переданы на Белорусскую железную дорогу.
С 1986 года в локомотивном депо эксплуатировались грузовые тепловозы 2ТЭ10М,2ТЭ10У.
В 2001 году осуществлена электрификация участка Сальск — Тихорецкая, а в 2002 году участка Сальск — Котельниково.
По завершении электрификации на смену тепловозам прибыли грузовые электровозы ВЛ80Т, а также пассажирские электровозы ЭП1, ЭП1М.

## Вокзальный комплекс
В июле 2018 года  началась комплексная реконструкция вокзала, предусматривающая демонтаж старого здания и строительство нового вокзала и других зданий вокзального комплекса. Заказчиком реконструкции вокзала выступила Дирекция по комплексной реконструкции железных дорог и железнодорожного транспорта — филиал ОАО «РЖД», генподрядчиком Специализированный мостовой трест — филиал ОАО «РЖДстрой», производителем работ ООО «РСК Дон Сервис». 19 апреля 2019 года здание железнодорожного вокзала станции Сальск, построенного по проекту 1947 года и введённого в эксплуатацию в 1950 году, было окончательно снесено. Срок окончания строительных работ первоначально был намечен на август 2020 года (по официальной информации СКЖД срок окончания работ намечен на 2021 год). Сроки завершения строительства вокзального комплекса руководством РЖД вновь были сдвинуты на 2-й квартал 2023 года. Из-за отсутствия финансирования в 2023 и 2024 годах, строительство вокзала было заморожено. Сроки завершения строительства вокзального комплекса и введения его в эксплуатацию руководством РЖД не обозначены.
Параметры будущего вокзального комплекса:
- Этажность: 2 этажа. На первом этаже будут размещены двухуровневый зал ожидания, кассовый блок, помещения дежурного персонала, помещения полиции, медпункт, санитарные помещения, коммерческие площади. На втором этаже предусмотрен дополнительный зал ожидания с коммерческими площадями, кабинет начальника вокзала, служебные помещения, в том числе служб безопасности. Для маломобильных граждан предусмотрены два лифта.
- Длина здания: 55 метров, вместе с навесом 72 м.
- Ширина здания: 32 метра.
- Высота потолков: 8 метров.
- Общая площадь здания вокзального комплекса 2400 кв. м.

Отделку фасада планируется выполнить с применением энергосберегающих технологий, будет панорамное остекление.
В рамках реконструкции станции будет осуществлено строительство двух низких пассажирских платформ длиной 600 и 520 метров, надземного пешеходного перехода для подъема и спуска пассажиров на островные и перронную платформы. 
На период строительства нового здания  временный вокзал с залом ожидания, кассами и служебными помещениями размещается в бывшем багажном отделении.

## Структура станции Сальск
Станцию Сальск составляют: 
- парк «А» расположен в южной части станции со стороны Тихорецкой, имеет  18 путей;
- парк «Б» расположен в восточной части станции, имеет 10 путей;
- парк «С» (или другое название «Север») расположен в северной части станции со стороны Шаблиевской, имеет 11 путей;
- товарный парк  (грузовой двор, контейнерная площадка) имеет 7 путей.

## Перспективы развития станции
В 2024 году начато  строительство четвёртого грузового парка «Д» станции Сальск на подходе со стороны станции Шаблиевская на 10 приемо-отправочных путей, включающий пункт ЭЦ, пункт оборота локомотивных бригад и служебно-техническое здание работников вагонного хозяйства. По проекту также планируется реконструкция двух приёмо-отправочных парков «А» и «С». Будет осуществлено строительство автостоянки и автомобильной дороги протяженностью более 1,5 км. Кроме того, модернизация инфраструктуры станции включает устройство мачты радиосвязи, реконструкцию поста электрической централизации, очистных сооружений, средств диагностики путей и других сооружений и коммуникаций.  
После проведённой масштабной реконструкции станция Сальск превратится в один из крупнейших современных железнодорожных узлов не только главного грузового хода Северо-Кавказской железной дороги, но и всей сети железных дорог России.  
Перспективными приёмо-отправочными парками станции Сальск станут станция Шаблиевская и разъезд Забытый, которые вольются в инфраструктуру Сальского железнодорожного узла.  
Рассматривается перспективный вопрос о разукрупнении Ростовского региона Северо-Кавказской железной дороги и выделении из его состава нового Сальского региона управления, возможно в границах бывшего Сальского отделения дороги, существовавшего до 1997 года, по аналогии разделения Краснодарского региона на Краснодарский и Туапсинский в июле 2020 года. Основным критерием должен стать главный грузовой ход магистрали от Котельниково  в морские порты Азово-Черноморского бассейна через станцию Сальск.

## Сообщение по станции
Дальнее
В 1990-х годах по станции Сальск курсировало 44 пассажирских поезда в летний период, в том числе № 257/258 Москва — Ставрополь, № 99/100 Сальск — Ростов, № 645/646 Ремонтная — Сальск — Ростов «Сальчанка», № 681/682 Волгоград — Краснодар, № 689/690 Цимлянская — Адлер, № 615/616 Волгоград — Ростов, № 697/698 Сальск — Волгодонская, № 295/296 Кизляр — Ростов, почтово-багажный поезд № 945/946  Ленинград (с 1994 года Санкт-Петербург) — Баку. С 2001 по 2012 годы в летний период курсировал пассажирский поезд № 601/602 сообщением  Сальск — Адлер. Позднее все эти поезда были отменены.
По станции курсируют следующие поезда дальнего следования:
| Круглогодичное обращение поездов | Круглогодичное обращение поездов | Круглогодичное обращение поездов | Круглогодичное обращение поездов |
| № поезда                         | Маршрут движения                 | № поезда                         | Маршрут движения                 |
| -------------------------------- | -------------------------------- | -------------------------------- | -------------------------------- |
| 13                               | Саратов — Адлер                  | 14                               | Адлер — Саратов                  |
| 59                               | Новокузнецк — Кисловодск         | 60                               | Кисловодск — Новокузнецк         |
| 97                               | Тында — Кисловодск               | 98                               | Кисловодск — Тында               |
| 113                              | Санкт-Петербург — Адлер          | 114                              | Адлер — Санкт-Петербург          |
| 127                              | Красноярск — Адлер               | 128                              | Адлер — Красноярск               |
| 129                              | Красноярск — Анапа               | 130                              | Анапа — Красноярск               |
| 343                              | Челябинск — Адлер                | 344                              | Адлер — Челябинск                |
| 345                              | Нижневартовск — Адлер            | 346                              | Адлер — Нижневартовск            |
| 353                              | Пермь — Адлер                    | 354                              | Адлер — Пермь                    |
| 395 «Таврия»                     | Волгоград — Симферополь          | 396 «Таврия»                     | Симферополь — Волгоград          |
| 445                              | Екатеринбург — Кисловодск        | 446                              | Кисловодск — Екатеринбург        |

| Сезонное обращение поездов | Сезонное обращение поездов        | Сезонное обращение поездов | Сезонное обращение поездов        |
| № поезда                   | Маршрут движения                  | № поезда                   | Маршрут движения                  |
| -------------------------- | --------------------------------- | -------------------------- | --------------------------------- |
| 205                        | Иркутск — Анапа                   | 206                        | Анапа — Иркутск                   |
| 229                        | Северобайкальск — Анапа           | 230                        | Анапа — Северобайкальск           |
| 235                        | Тында — Анапа                     | 236                        | Анапа — Тында                     |
| 243                        | Новокузнецк — Анапа               | 244                        | Анапа — Новокузнецк               |
| 249                        | Новокузнецк — Имеретинский курорт | 250                        | Имеретинский курорт — Новокузнецк |
| 451                        | Ижевск — Адлер                    | 452                        | Адлер — Ижевск                    |
| 453                        | Уфа — Новороссийск                | 454                        | Новороссийск — Уфа                |
| 455                        | Челябинск — Новороссийск          | 456                        | Новороссийск — Челябинск          |
| 457                        | Челябинск — Анапа                 | 458                        | Анапа — Челябинск                 |
| 461                        | Уфа — Адлер                       | 462                        | Адлер — Уфа                       |
| 465                        | Астрахань — Имеретинский курорт   | 466                        | Имеретинский курорт — Астрахань   |
| 491                        | Казань — Адлер                    | 492                        | Адлер — Казань                    |
| 497                        | Ижевск — Адлер                    | 498                        | Адлер — Ижевск                    |
| 503                        | Уфа — Анапа                       | 504                        | Анапа — Уфа                       |
| 505                        | Саратов — Имеретинский курорт     | 506                        | Имеретинский курорт — Саратов     |
| 509                        | Казань — Новороссийск             | 510                        | Новороссийск — Казань             |
| 519                        | Орск — Анапа                      | 520                        | Анапа — Орск                      |
| 521                        | Приобье — Новороссийск            | 522                        | Новороссийск — Приобье            |
| 531                        | Киров — Адлер                     | 532                        | Адлер — Киров                     |
| 537                        | Уфа — Адлер                       | 538                        | Адлер — Уфа                       |
| 545                        | Орск — Имеретинский курорт        | 545                        | Имеретинский курорт — Орск        |
| 589                        | Новый Уренгой — Тюмень — Адлер    | 590                        | Адлер — Тюмень — Новый Уренгой    |

Пригородное
До 2010 года по станции Сальск курсировали пригородные поезда № 6861/6862 сообщением Сальск — Тихорецкая и № 6845/6846 сообщением Сальск — Куберле, которые позже были отменены. Ранее, также существовал пригородный поезд сообщением Сальск — Трубецкая. Также планировалось продление пригородного поезда № 6845/6846 до станции Ремонтная (село Дубовское), с целью охвата пригородным сообщением Дубовского, Зимовниковского и Орловского районов Ростовской области. Планы остались не реализованными.
По станции курсируют следующие поезда пригородного сообщения:
| Пригородное | Пригородное                            | Пригородное | Пригородное                            |
| № поезда    | Маршрут движения                       | № поезда    | Маршрут движения                       |
| ----------- | -------------------------------------- | ----------- | -------------------------------------- |
| 6811        | Сальск — Ростов-на-Дону                | 6812        | Ростов-на-Дону — Сальск                |
| 6815/6813   | Волгодонская — Сальск — Ростов-на-Дону | 6814/6816   | Ростов-на-Дону — Сальск — Волгодонская |
| 6819/6829   | Зимовники — Сальск — Ростов-на-Дону    | 6830/6820   | Ростов-на-Дону — Сальск — Зимовники    |
| 6829        | Сальск — Ростов-на-Дону                | 6830        | Ростов-на-Дону — Сальск                |

## Фотогалерея
- г. Сальск, здание центра организации работы ж.д. станций РЖД (бывшее Сальское отделение дороги)
- Автомотриса АДМ1 контактной сети на станции Сальск
- станция Сальск, вид на грузовой парк "А"
- станция Сальск, грузовые составы
- Вид на станцию Сальск со стороны Тихорецка и Батайска
- Станция Сальск, вид на локомотивное депо
- Пассажирский электровоз ЭП1 на станции Сальск
- Станция Сальск, парк "Север"
- Сальск станция, северная горловина парка "Б"